# Уорд, Кларисса
Кларисса Уорд (англ. Clarissa Ward; род. 31 января 1980, Лондон, Великобритания) — американский тележурналист, в настоящее время является ведущим международным корреспондентом CNN. Прежде была новостным корреспондентом ABC News в Москве и работала на CBS News в Лондоне.

## Биография
Провела детство в Лондоне и Нью-Йорке. Окончила Йельский университет и получила почётную докторскую степень по литературе Миддлберийского колледжа.
Уорд начала свою карьеру как младший сотрудник ночной смены Fox News в 2003 году. С 2004 по 2005 год была новостным редактором Fox News в Нью-Йорке.
С октября 2007 года по октябрь 2010 года Уорд была корреспондентом ABC News в Москве. По редакционному заданию освещала президентские выборы в России. Находилась в Грузии во время войны 2008 года. Также освещала войну в Афганистане.
С 2022 освещает войну России и Украины.
Уорд начала карьеру на CBS как иностранный корреспондент в октябре 2011 года.
В июле 2018 года CNN назначил Уорд ведущим международным корреспондентом, она сменила на этой должности Кристиан Аманпур. В 2019 году стала одним из первых западных репортёров, осветивших жизнь на подконтрольных Талибану территориях в Афганистане.
В декабре 2020 года на основе совместного расследования The Insider и Bellingcat при участии CNN и der Spiegel Кларисса Уорд сняла репортаж о том, как сотрудники Федеральной службы безопасности (ФСБ) вели наблюдение (негласно сопровождали) за Алексеем Навальным на протяжении многих лет, в том числе незадолго до его отравления в августе 2020 года. В расследовании говорится о специальном подразделение ФСБ, специализирующемся на токсических веществах, члены которого были отслежены по данным телекоммуникации и информации о передвижениях. Репортаж получил премию "Эмми" в номинации "Репортаж-расследование в новостной программе".
Уорд замужем за немецким графом Филиппом фон Бернсторфом, с которым она познакомилась во время званого ужина в 2007 году в Москве. 

## Награды
Уорд получила премию Пибоди 21 мая 2012 года в Нью-Йорке за освещение Гражданской войны в Сирии. В октябре 2014 года университет штата Вашингтон объявил, что Уорд получит премию Марроу за международную репортёрскую деятельность в 2015 году.